# Farida của Ai Cập
Safinaz Zulficar (tiếng Ả Rập: صافيناز ذوالفقار), còn được biết đến với cái tên là Farida, là Vương hậu của Ai Cập, tại ngôi trong vòng 10 năm. Bà là người vợ đầu tiên của Quốc vương Farouk.

## Thuở thiếu thời và sự giáo dục
Vương hậu Farida, nhũ danh Safinaz Zulficar, được sinh vào ngày 5 tháng 9 năm 1921 trong một gia đình quý tộc ở Gianaclis, Alexandria, Ai Cập. Cha của bà, Youssef Zulficar Pasha, là một thẩm phán gốc Thổ Nhĩ Kỳ, đồng thời cũng giữ chức phó chủ tịch của Tòa phúc thẩm Alexandria. Mẹ của bà, phu nhân Zainab Sa'id, là một nữ quan của Vương hậu Nazli Sabri, mẹ đẻ của vua Farouk. Về phía họ ngoại của Farida, cậu của bà, Mahmoud Sa'id, là một họa sĩ kiêm luật sư, còn ông ngoại là Cựu thủ tướng Ai Cập Mohamed Said Pasha, cũng là người gốc Thổ Nhĩ Kỳ.
Farida theo học tiểu học và trung học tại giáo đoàn Notre Dame de Sion, một ngôi trường được điều hành bởi các nữ tu người Pháp.

## Hôn nhân

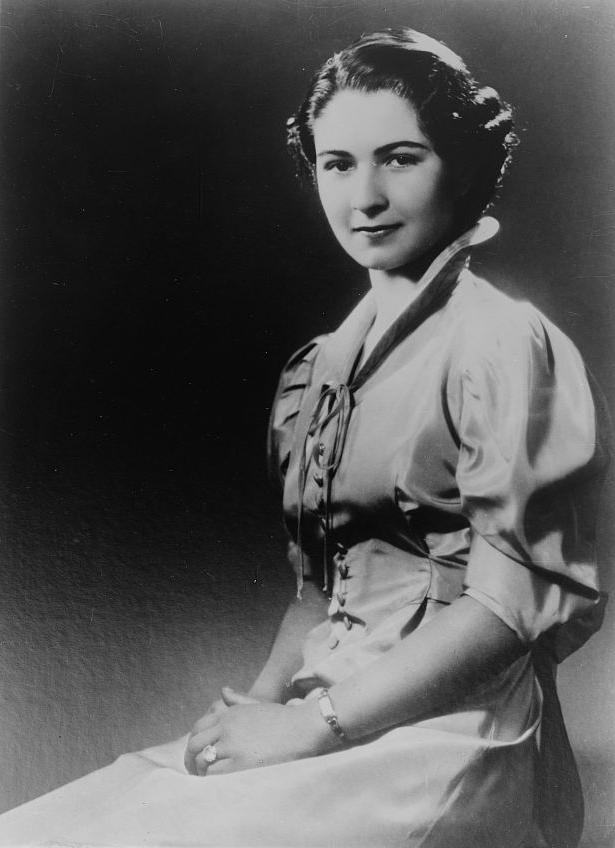
Vương hậu Farida

Nàng Safinaz và vua Farouk lần đầu gặp nhau trong một chuyến đi đến Luân Đôn vào năm 1937. Họ đính hôn vào mùa hè cùng năm đó. Ngày 20 tháng 1 năm 1938, bà chính thức kết hôn với nhà vua tại Cung điện Qubba ở Cairo. Safinaz được đổi tên thành Farida theo lệ của vua Fuad I đưa ra, các thành viên trong hoàng gia nên có cùng tên viết tắt.
Vào ngày hôn lễ, Tân vương hậu mặc chiếc váy cưới được thiết kế bởi hãng House of Worth của Pháp. Bà sinh hạ được 3 cô công chúa: Ferial (1938 – 2009), Fawzia (1940 – 2005) và Fadia (1943 – 2002). Vào ngày 19 tháng 11 năm 1948, cuộc hôn nhân hoàng gia này đổ vỡ, Farouk đã ly dị bà. Nhà vua nhận nuôi 2 người con gái lớn, còn công chúa út thì giao cho bà chăm sóc. 3 năm sau đó, Farouk lập hậu mới, là Narriman Sadek.

## Cuộc sống sau này
Farida ở lại Ai Cập cho đến năm 1964, sống tại Zamalek, một vùng ngoại ô nằm trên một hòn đảo giữa sông Nin. Sau đó, bà sang định cư ở Liban và gặp lại các con bà sau gần 10 năm xa cách. Vào tháng 3 năm 1965, khi Farouk qua đời tại Roma, Farida và 3 người con gái đã viếng ông. Sau đó, Farida sống tại Paris từ năm 1968 cho đến khi quay trở về Ai Cập vào năm 1974, dưới thời tổng thống Anwar Sadat.
Vào cuối những năm 1960, bà bắt đầu vẽ tranh, và đã có các cuộc triển lãm cá nhân ở châu Âu và Hoa Kỳ. Một trong những cuộc triển lãm của bà ở Cairo là vào tháng 5 năm 1980.

## Qua đời

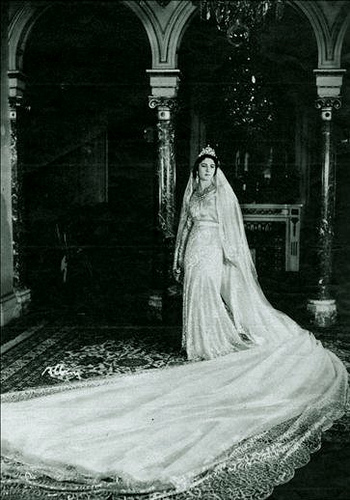
Vương hậu Farida trong bộ váy cưới

Farida nhập viện vào tháng 9 năm 1988 do mắc các bệnh bạch cầu, viêm phổi và viêm gan. Vào ngày 2 tháng 10, bà rơi vào tình trạng hôn mê. 14 ngày sau đó, Farida qua đời ở tuổi 67 tại Cairo.